# Wildhoney
Wildhoney je četvrti studijski album švedskog gothic metal-sastava Tiamat. Album je 1. rujna 1994. godine objavila diskografska kuća Century Media Records. Pjevač i gitarist Johan Edlund te basist Johnny Hagel bili su jedini preostali članovi grupe nakon objave prethodnog albuma Clouds iz 1992. godine. Album je označio veliku prekretnicu u glazbenom stilu sastava, pokazujući velik utjecaj progresivnog i psihodeličnog rocka te manjak elemenata death metala. Tekstovi na albumu bave se tematikama okultnog, prirode i LSD-a.
Album je bio objavljen 1. rujna 1994. godine te je u to vrijeme bio jedan od najprodavanijih glazbenih izdanja Century Media Recordsa. AllMusic je pohvalio album, nazivajući ga "jednim od klasika žanra".

## O albumu
Edlund nije bio zadovoljan snimkom albuma Clouds, izjavljujući kako "definitivno nije ispala onako kako je htio". Nakon objave koncertnog albuma The Sleeping Beauty (Live in Israel) Edlund je izbacio iz sastava sve glazbenike osim Hagela, čime je sastav prešao iz kvinteta u duet. Navedeni su glazbenici zajedno počeli skladati nove pjesme. U to su vrijeme bili veoma inspirirani psihodeličnim i progresivnim rock sastavima kao što su Pink Floyd i King Crimson. Godine 1994. Tiamat je započeo rad na novom albumu Wildhoney, kojeg je snimio uz pomoć gostujućih glazbenika Magnusa Sahlgrena, Larsa Skölda i Waldemara Sorychte koji je bio klavijaturist i producent albuma. Snimanje albuma započelo je u srpnju 1994. u studiju Woodhouse Studios u Hagenu, Njemačkoj. Prije samog početka snimanja, glazbenici namjerno nisu dovršili pjesme kako bi mogli eksperimentirati u studiju koliko god bi to moglo biti moguće. Edlund je u jednom intervjuu objasnio kako sastav prije početka snimanja nije znao kako će album u konačnici zvučati. Kasnije je također izjavio kako je na Wildhoneyju "učinio upravo ono što he želio napraviti na Cloudsu". Ptičji pjev na albumu bio je preuzet s CD-a zvučnih efekata kojeg je Edlund posjedovao. Za pjesme "Whatever That Hurts" i "Gaia" bili su snimljeni glazbeni spotovi.

## Glazbeni stil i tekstovi
Wildhoney se stilistički odmakao od death metal zvuka koji je bio prisutan na njegovom prethodniku Clouds. Neki su kritičari izjavili kako je ovo prvi album sastava na kojem su utjecaji "psihodelične i progresivne [glazbe] postali rašireniji". Edlund je komentirao kako je u to doba bio "samo mladić [koji je] želio zvučati poput svojeg najdraže grupe, Pink Floyda".
U pjesmi "Whatever That Hurts" Edlund opisuje svoje iskustvo s halucinogenim drogama. U tekstu se spominje tatula (pod imenom Jimsonweed, jednim od engleskih trivijalnih imena za biljku) te gljiva Psilocybe. Završna pjesma, "A Pocket Size Sun", također govori o drogama, u ovom slučaju LSD-u. Pjesma "The Ar" govori o pentagramu kao simbolu koji predstavlja čovjeka te je naziv pjesme skraćena inačica rečenice "Znak arijanske rase".
"Gaia" u grčkoj mitologiji predstavlja personificiranu zemlju. Ovo je prva Edlundova pjesma u kojoj on iznosi svoju društvenu kritiku; tijekom pjesme, među ostalim, kritizira eksperimente na životinjama i deforestaciju kišnih šuma. "Visionaire" govori o sotonizmu, dok je pjesmu "Do You Dream of Me?" Edlund posvetio svojoj tadašnjoj djevojci.
Svih je deset pjesama u knjižici albuma zasebno prikazano uz odgovarajuću sliku. Edlund je putovao k prijatelju u Gothenburgu kako bi pronašao prikladne motive. Svih se deset pjesama nastavlja jedna na drugu te je jedini kraći prekid prisutan između pjesama "Gaia" i "Visionaire" kako bi se omogućila promjena strane na kazetnoj ili LP inačici albuma.

## Popis pjesama
Tekstovi: Johan Edlund. 
| 1.    | »Wildhoney« (instrumental)    | Edlund, Johnny Hagel     | 0:53 |
| 2.    | »Whatever That Hurts«         | Edlund                   | 5:49 |
| 3.    | »The Ar«                      | Hagel, Waldemar Sorychta | 5:04 |
| 4.    | »25th Floor« (instrumental)   | Edlund, Sorychta         | 1:50 |
| 5.    | »Gaia«                        | Hagel                    | 6:28 |
| 6.    | »Visionaire«                  | T. Peterson, Edlund      | 4:19 |
| 7.    | »Kaleidoscope« (instrumental) | Edlund                   | 1:20 |
| 8.    | »Do You Dream of Me?«         | Sorychta, Edlund         | 5:07 |
| 9.    | »Planets« (instrumental)      | Edlund, Magnus Sahlgren  | 3:13 |
| 10.   | »A Pocket Size Sun«           | Edlund                   | 8:05 |
| 42:08 |                               |                          |      |

## Recenzije
AllMusic je albumu dodijelio četiri i pol zvjezdica od pet, izjavljujući kako je "uzdigao kombinaciju dugotrajnih death metal korijena sastava i ambijentalnog zvukovlja u besprimjerne visine izumiteljstva".
Njemački časopis Metal Hammer Wildhoney je proglasio "albumom mjeseca". Robert Müller je opisao album "zbirnim umjetničkim djelom" koje prevodi "raspoloženja i osjećaje te stvara glazbu između njih". Prema njegovim riječima, Wildhoney je album koji "se omata oko slušatelja poput toplog plašta te šapće u snove". Müller je albumu dodijelio najvišu ocjenu od sedam bodova te je napomenuo kako nikad prije nije s tolikom ozbiljnošću niti jednom albumu dodijelio tu ocjenu. Jan Müller, glazbeni kritičar sa stranice Metal1.info, opisao je album kao "djelo koje ne bi smjelo manjkati niti jednoj metal kolekciji". Jedino je činjenica da se album sastoji samo od sedam pjesama i par instrumentalnih interludija spriječilo najvišu ocjenu, zbog čega je Müller albumu dodijelio devet i pol od deset bodova. Prema riječima Petera Kubaschka sa stranice Powermetal.de, Tiamat je u "42 minute uspješno uspio uravnotežiti visoke umjetničke standarde, toplu atmosferu, melodije od kojih se ljudi naježe te krhku potištenost".
U knjizi "Best of Rock & Metal" njemačkog časopisa Rock Hard, u kojoj je navedeno 500 najboljih metal i hard rock albuma svih vremena, Wildhoney se našao na 208. mjestu. Wolfgang Schäfer je komentirao kako je Wildhoney "revolucionaran album i bitna prekretnica [...] ne samo za sastav već i za cijelu [glazbenu] scenu".

## Zasluge
| Tiamat - Johan Edlund – vokali, gitara, fotografija, raspored ilustracija - Johnny Hagel – bas-gitara Dodatni glazbenici - Lars Sköld – bubnjevi - Magnus Sahlgren – solo gitara - Waldemar Sorychta – klavijature, produkcija, inženjer zvuka - Birgit Zacher – dodatni vokali | Ostalo osoblje - DMS – mastering - Siggi Bemm – inženjer zvuka - Media Logistics – raspored ilustracija - Kristian Wåhlin – naslovnica, ilustracije |